# Moneilema ebeninum
Moneilema ebeninum là một loài bọ cánh cứng trong họ Cerambycidae.